# Daniël Joppe
Daniël Joppe (geboren in Zierikzee) is een Nederlands politicus, lid van het CDA. Sinds 2 december 2024 is hij burgemeester van Voerendaal.

## Biografie
Daniël Joppe was tot 2010 werkzaam in het bedrijfsleven. Daarna werd hij samen met zijn vrouw eigenaar van een natuurwinkel. Hij werd in 2018 wethouder in Schouwen-Duiveland. Per 2 december 2024 werd hij in het Limburgse Voerendaal burgemeester, alwaar hij werd geïnstalleerd door commissaris Emile Roemer.
In zijn beginperiode als burgemeester van Voerendaal constateerde hij dat het belangrijk is te zorgen dat het verenigingsleven in stand blijft.